# Thamnochortus pluristachyus
Thamnochortus pluristachyus är en gräsväxtart som beskrevs av Maxwell Tylden Masters. Thamnochortus pluristachyus ingår i släktet Thamnochortus och familjen Restionaceae. Inga underarter finns listade i Catalogue of Life.